# Gouwenaar (pijp)
De gouwenaar, Goudse pijp of Goudse stenen pijp werd vanaf 1617 te Gouda vervaardigd door aanvankelijk Engelse pijpmakers. In 1660 werd een pijpmakersgilde opgericht. De industrie bood werk aan duizenden en exporteerde naar het buitenland. Aan het eind van de 18e eeuw leidde concurrentie van houten pijpen tot een sterke neergang van deze bedrijfstak.

## Geschiedenis

### Roken in de 16e eeuw

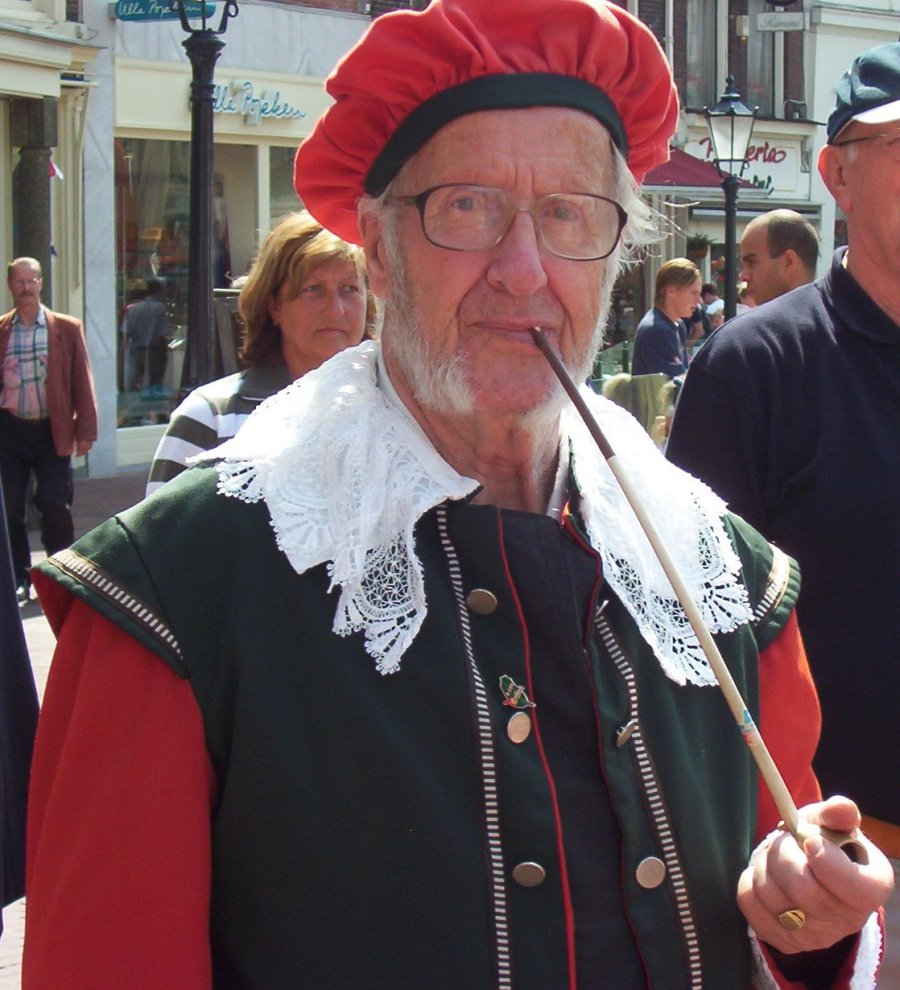
Verklede Gouwenaar met pijp, 2004

Na de neergang van de bierbrouwerijen en de lakenindustrie was het in de 16e eeuw ook met de aardewerkindustrie in Gouda niet best gesteld. Maar er ontstond vraag naar tabakspijpen. Nederland maakte kennis met het roken van tabak in de 16e eeuw. Dat het aansloeg is een feit: vele schilderijen, onder andere van Jan Steen, tonen tevreden rokers.

### Engelse pijpmakers
In Engeland waren de eerste pijpmakers begonnen met het fabriceren van de wit bakkende pijpen. Sommigen van deze pijpmakers, die als huursoldaten in het leger van prins Maurits  waren gegaan, kwamen in Gouda in een garnizoen terecht en zagen dat de stad beschikte over goed uitgeruste pottenbakkerijen. Zij namen hun oude vak weer op en lieten hun producten in de bestaande ovens  bakken.

### Vestiging te Gouda
De eerste Engelse pijpmaker begon in 1617 in Gouda zelf een bedrijfje. De Gouwenaars leerden van hen het vervaardigen van de stenen pijpen, maar tot 1637 waren het de Engelse pijpmakers die de hegemonie behielden. 
Pas in 1641 overvleugelden de Goudse pijpmakers de Engelse. 

### Gilde
Zij vroegen toestemming om een gilde op te richten en wilden daarbij de Engelsen uitsluiten. Het stadsbestuur kwam met een compromis. Het gaf wel een reglement uit, maar liet de beoefening van het ambacht vrij. In het reglement van 1640 werd ook al het gebruik van het pijpmakersmerk geregeld. Eerst in 1660 werd er toestemming gegeven en werd het Pijpmakersgilde opgericht. Het gilde controleerde de kwaliteit van de pijp en ging na of het "huishoudelijk reglement" werd nageleefd. Uit de gildeboeken zijn veel gegevens te halen. Onder andere welke merken wanneer en door wie werden gebruikt.

### Uitbreiding
Nu kon er ook meer aan voorschriften en keuren gedaan worden zodat de kwaliteit steeg. In 1665 telde het Gilde al 80 broeders, in 1679 waren er 161 bazen met ieder zo'n 10 knechten. In het midden van de 18e eeuw waren er 374 bazen bij het Gilde ingeschreven met omstreeks 1750 een 4000 mannelijke en 3000 vrouwelijke werknemers. De verdiensten van de pijpmakers waren onder andere afhankelijk van de productieaantallen, de meer of minder complexe taak in het proces, de lengte van de steel van de pijp alsmede de kwaliteit van de pijp. De "goede" pijpmakers streefden behalve naar een fraai uiterlijk ook altijd naar zo dun mogelijke ketelwanden en een zo lang mogelijke steel.
Daarnaast waren er nog vele indirect betrokkenen zoals: kuipers, mandenmakers, vormmakers, klei- en turf- en vrachtschippers en natuurlijk de handelaren in pijpen. In 1666 werd er een Pijpenmarkt opgericht, die op de Nieuwe Haven werd gehouden. De afzet bleef niet lang beperkt tot de regionale markt. Over de hele wereld worden resten van Hollandse pijpen gevonden.  Aan het eind van de 18e eeuw leidde concurrentie tot een sterke neergang van deze bedrijfstak.

## Fabricageproces
1. Het basismateriaal, de zogenaamde witbakkende klei of pijpaarde, werd ingevoerd vanuit Engeland, Duitsland en België. Deze klei onderging een aantal specifieke handelingen (verontreinigingen eruit, malen, laten besterven) alvorens hij geschikt was om te verwerken.
2. De "roller" rolde met de hand de juiste hoeveelheid klei tot een sliert van juiste dikte met een soort prop aan het eind. Na enkele dagen aanstijven was dit halffabricaat geschikt voor de volgende verwerkingsstap.
3. Het rijgen van een ijzerdraadje door de sliert, het toekomstige rookkanaal, en het plaatsen van het geheel in een metalen pijpmal die in een soort bankschroef werd geplaatst.
4. Met een persvorm werd de holte van de pijpenkop erin geperst. De aldus geperste pijp heeft zijn grove vorm gekregen.
5. Vrouwen werkten oneffenheden weg en eventueel werd de pijp voorzien van een stempeltje of kartelrand. Als het om luxe pijpen ging werden ze ook nog gepolijst.
6. Het bakken van de pijpen. Veelal gebeurde dit bij pottenbakkers omdat die over de kennis en de zeer prijzige ovens beschikten.
7. Ten slotte werden de pijpen verpakt. Dit gebeurde meestal per gros en in papieren wikkels met stempel van de maker erop.

## De vorm van de pijp

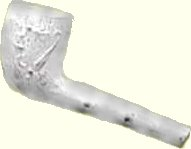
Pijpenkop, bodemvondst

De vorm van de pijp was afhankelijk van een aantal factoren, zoals de vaardigheid van de maker, de prijs van de tabak maar ook de mode.  
Keus voor een kleine maat lag voor de hand. De tabak was duur en in een kleine pijp paste niet zoveel. Aan het eind van de zeventiende eeuw kwamen de standaardmodellen. Toen de tabak goedkoper werd, gingen de pijpenmakers hun productie verbreden. De kwaliteit van de pijp bepaalde de prijs. De "fijne" kwaliteit stond voor een modieus model, een zorgvuldig afgewerkte pijp. De "grove" pijpen zijn ongepolijst (mat oppervlak). De Goudse pijp met de lange steel leent zich om in opgerolde vorm te worden gebakken. Een pijp in deze vorm is tegenwoordig vooral in trek bij toeristen als souvenir.